# Drusus gueneri
Drusus gueneri är en nattsländeart som beskrevs av Füsun Sipahiler 1995. Drusus gueneri ingår i släktet Drusus och familjen husmasknattsländor. Inga underarter finns listade i Catalogue of Life.